# Філософія буденної мови
Філософія буденної мови — школа в філософії неопозитивізму, яка вважає, що труднощі традиційного філософського підходу виникають через непорозуміння між філософами, які спотворюють або забувають ті значення, які слова мають у повсякденному вжитку.
Типово цей підхід критикує філософське «теоретизування», протиставляючи йому ретельний аналіз того, як звучить звичайна буденна мова. Іноді філософію буденної мови називають оксфордською школою, оскільки вона асоціюється з професурою Оксфордського університету середини 20 століття: у першу чергу Джоном Остіном, а крім нього Гілбертом Райлем, Г. Гартом та Пітером Стросоном. Пізній Людвіг Вітґенштайн теж належав до прихильників буденної мови, перебуваючи за межами оксфордського середовища. До наступного покоління прихильників школи належать Стенлі Кейвелл та Джон Серль.
Філософія буденної мови склалася як противага переконанню аналітичної філософії про ключову роль мови при розв'язанні філософських проблем. Відповідно, аналітичну філософію іноді називають філософією ідеальної мови.

## Важливі праці
- Austin, J. L. How to do things with Words, ed. J. O. Urmson and Marina Sbisa. Cambridge, MA: Harvard University Press, 1975.
- -----. «A Plea for Excuses». In Austin, Philosophical Papers, ed. J. O. Urmson & G. J. Warnock. Oxford: Oxford UP, 1961.
- -----. Sense and Sensibilia, ed. G. J. Warnock. Oxford, Oxford University Press, 1962.
- Hanfling, Oswald. Philosophy and Ordinary Language.
- Hart, H.L.A. «The Ascription of Responsibility and Rights». Proceedings of the Aristotelian Society1949.
- Ryle, Gilbert. The Concept of Mind. New York: Barnes and Noble, 1965.
- -----. Dilemmas.
- Strawson, P.F.. Individuals: An Essay in Descriptive Metaphysics. Garden City, NY: Doubleday, 1963.
- -----. «On Referring». Reprinted in Meaning and Reference, ed. A.W. Moore. Oxford, Oxford University Press: 1993.
- John Wisdom, _Other Minds_ 1952, _Philosophy & PsychoAnalysis_ 1953, _ Paradox and Discovery, 1965
- Wittgenstein, Ludwig. Blue and Brown Books
- -----.Philosophical Investigations, trans. G.E.M. Anscombe. New York: Macmillan, 1953.